# Adolf Rieger
Adolf Rieger (n. 25 august 1899, Berlin, Imperiul German – d. 12 iunie 1956, Essen, Germania) a fost un luptător ce a reprezentat Germania, medaliat olimpic. A participat la o ediție a Jocurilor Olimpice (1928) în care a câștigat o medalie de argint.

## Participări
Lista de mai jos prezintă principalele competiții la care a participat Adolf Rieger de-a lungul carierei.
- wrestling at the 1928 Summer Olympics – men's Greco-Roman light heavyweight[*]